# Aplatisseur de voile

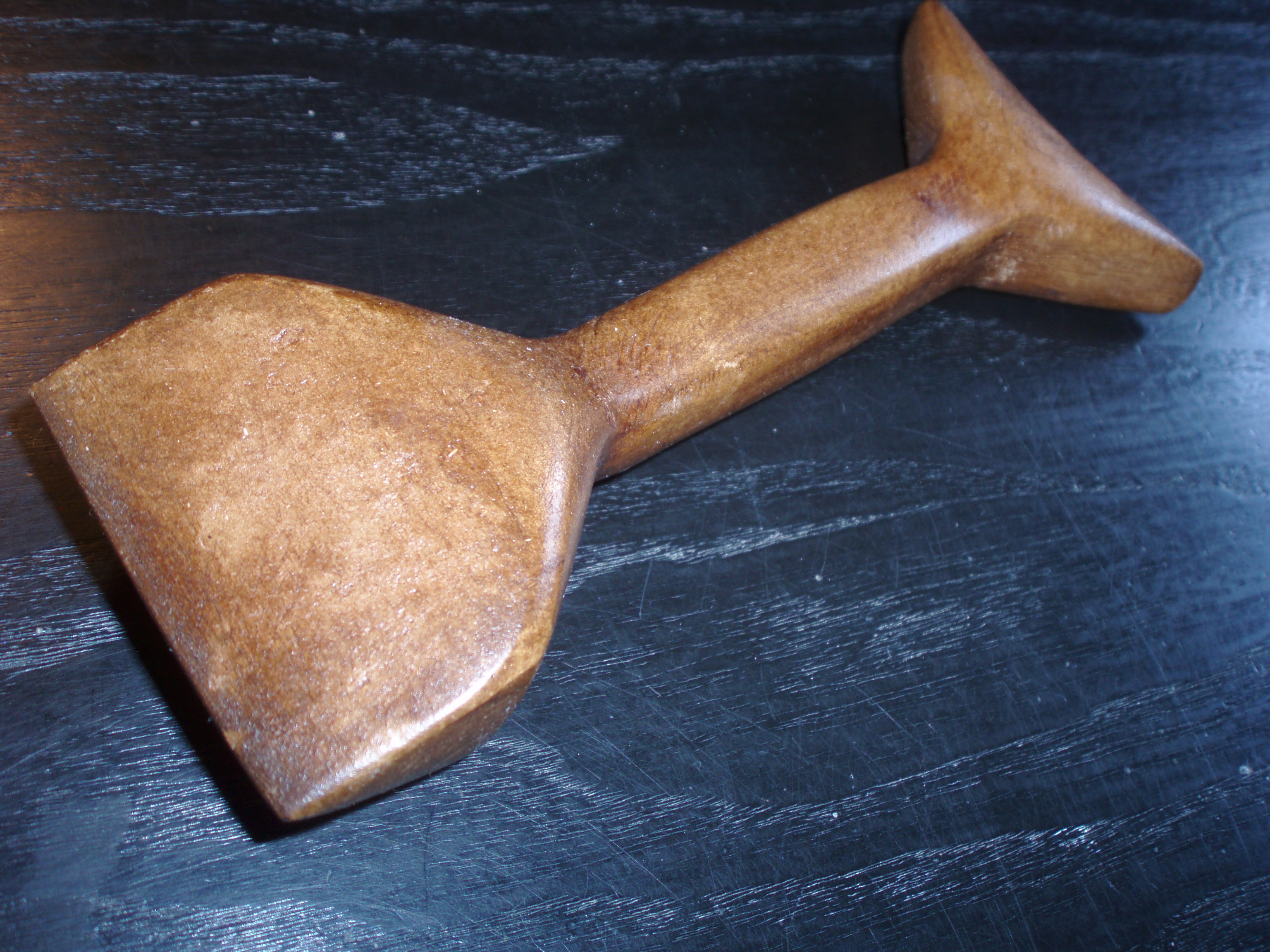
Un aplatisseur de voile.

L'aplatisseur de voile est un outil de voilerie utilisé sur les grands voiliers au XIXe siècle. Il mesurait environ 13 à 15 cm ; il était utilisé par les marins, principalement sur les baleiniers, lorsqu'il fallait faire une couture sur une voile déchirée.
Il ne s'agit pas d'un outil d’artisan voilier professionnel à terre, mais d'un outil que l'on doit à l'esprit industrieux et pratique du marin en mer, principalement sur les baleiniers. Lorsque la réparation de voiles endommagées était indispensable à bord, l'équipage était mis à contribution. Les marins utilisaient alors cet outil pour gratter, lisser, presser, aplatir, écraser, du mieux possible le repli de toile nécessaire à la couture des laizes de voiles.
Ces pièces de grosse toile étaient cousues à plis rebattus, d'où une bonne épaisseur de toile exigeant un fort compressage préalable pour qu'elle ne « godaille » pas. Le marin, assis, aplatissait le repli de toile étalé sur sa cuisse à l'aide de l'aplatisseur, au fur et à mesure de l'avancement de son travail d'aiguille.

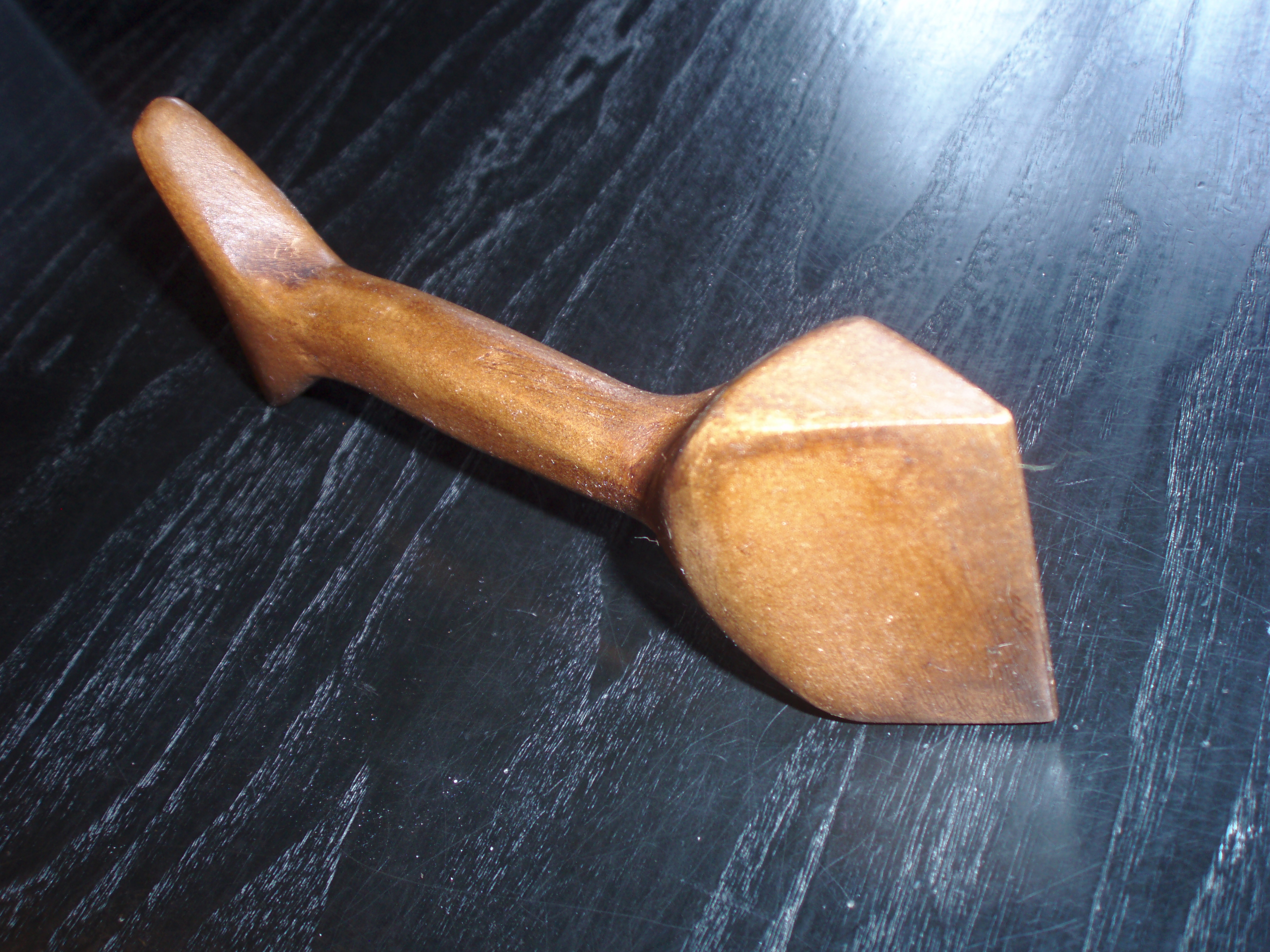
Vue sur la tranche.

À l'origine ce type d'outil était en bois très dur (gaïac, « lignum vitae », par exemple). Ce bois faisant défaut à bord des baleiniers, les hommes utilisèrent pour y suppléer ce qu'ils avaient sous la main : os et ivoire de cachalot. L’os tiré de la mâchoire inférieure, non poreux, était suffisamment résistant et fut très largement employé pour la confection d'objets les plus divers, mais essentiellement utilitaires, lissoirs, mailloches, épissoirs, manches d'outils, de couteaux, réas de poulies, etc. L'ivoire de dent de cachalot, lorsque les hommes d'équipage pouvaient en disposer, était plutôt réservé à de plus nobles usages ; ainsi était né le scrimshaw, artisanat populaire typique des baleiniers, très recherché par les collectionneurs.
Alors que le terme « aplatisseur de voile » semble inconnu des dictionnaires français de marine, l’expression anglaise « seam rubber », littéralement « frottoir de couture », est bien connue dans la marine à voile anglaise et américaine du XIXe siècle. Il suffit pour s’en convaincre, de faire une recherche sur ces mots : on obtient une multitude d’images de ce type d’objets avec leur usage précis en voilerie. À défaut d'équivalent en français, on peut donc traduire « seam rubber » par " aplatisseur de voile " ou "lissoir de voile" en se référant précisément à l’usage de cet outil.